# Aber, Herr Doktor…
Aber, Herr Doktor… (Originaltitel: Doctor in the House) ist der erste Film aus der Reihe der Doktor-Filme. Wie auch die Nachfolger basierte er auf einem Bestseller gleichen Titels von Richard Gordon.

## Inhalt
Im Mittelpunkt des Films steht der junge Medizinstudent Herbert Sperling, der mit den drei anderen Studenten Grimsdyke, Benskin (beide sind schon mehrfach durch die Prüfungen gefallen) und Taffy am St. Swithins Teaching Hospital Medizin studiert. Leiter des Hospitals ist Sir Lancelot Spratt, ein strenger, brummeliger und leicht aufbrausender (aber auch fairer) Mann. Obwohl Sperling und seine Kameraden (der eine mehr, der andere weniger) sich bemühen, geraten sie des Öfteren mit Spratt aneinander. Hinzu kommen zudem Liebeleien, die auch Sperling vom Studium ablenken. Schließlich steht jedoch die Prüfung an…

## Kritik
„Der erste Film aus der ‚Doktor‘-Serie lebt trotz einiger Längen von seiner freundlichen Ironie und dem köstlichen Spiel der Darsteller.“

„In der den Engländern eigenen trocken-humoristischen Art wird gezeigt, wie aus übermütigen, scheinbar unverbesserlichen Medizinstudenten doch nette und tüchtige Ärzte werden. Ein Leckerbissen für jeden Freund guten Humors und ab 14 zu empfehlen.“

## Bemerkungen
Aber, Herr Doktor… war der erfolgreichste britische Film im Jahr 1954. Aufgrund des großen Erfolges folgten noch sechs Fortsetzungen.
Regisseur Ralph Thomas arbeitete eng mit seinem Bruder, dem damaligen Filmeditor Gerald Thomas, zusammen, der hier den Schnitt betreute. Fünf Jahre später sollte Gerald mit der Carry-On-Filmreihe eine noch langlebigere und erfolgreichere Komödienreihe initiieren.
Wie so oft üblich in den 1950er Jahren, änderte man bei der deutschen Synchronisation die Namen der Protagonisten. So heißt die Hauptfigur im Original Simon Sparrow, in der deutschen Version Herbert Sperling, Joy heißt Jenny.